# Raffaele Cadorna
Raffaele Cadorna (italià: Raffaele Alessandro Cadorna)  (Milà, 9 de febrer de 1815 - Torí, 6 de febrer de 1897) va ser un general piemontès i un dels principals caps militars italians responsables de la Unificació d'Itàlia.

## Biografia
Va néixer a Milà, Cadorna va ingressar a la acadèmia militar de Torí en 1832. Va ingressar al cos d'enginyeria en 1840. Des del març de 1848 fins a l'agost de 1849 va comandar un batalló d'enginyers voluntaris a Llombardia, durant la primera guerra de la independència italiana.
Va participar el gener de l'any 1855 a la guerra de Crimea, no obstant, on Cadorna guanyaria un gran prestigi seria en la segona guerra d'independència, a la batalla de San Martino essent nomenat coronel en 1859.
Va ser designat Ministre de guerra durant règim republicà de Toscana aquell mateix any, Cadorna va servir com a tinent general i va dirigir un cos militar durant la guerra de les set setmanes dirigint exitoses operacions contra els austríacs en la batalla de Friuli de juny a juliol de 1866.
Més endavant, el 1870, quan Napoleo III en va retirar el suport, va dirigir la presa dels Estats Pontificis i la captura de Roma per part de les tropes de Cadorna, acabaria el 20 de setembre de 1870 i es completaria d'aquesta manera la unificació d'Itàlia. Pels seus serveis, Cadorna seria nomenat senador a l'any següent, però aviat es va retirar de la vida pública i s'aniria a viure a Toscana fins a la seva mort en 1897.
Va ser pare del Mariscal de Camp Luigi Cadorna, que esdevindria Cap de l'estat major el 1914 fins a la desfeta de Caporetto el 1918.